# GEAR tools RADIO mono FACTORY
GEAR tools RADIO mono FACTORY（ギア・ツールズ・ラジオ　モノ・ファクトリー）は、エフエム北海道（AIR-G'）にて2013年10月5日より放送されているラジオ番組。放送時間は土曜日 19:30 - 20:00（JST）。略称は「ギアラジ」。
2013年9月までは「GEAR RADIO」（ギアラジオ）というタイトルだった。

## 略歴・概要
- 2010年10月2日、19:00 - 19:30枠にて放送開始。パーソナリティーは森基誉則。作業に使う工具などの「モノ」を取り扱う、日本でも珍しい番組。
- 当初は森が一人で担当していたが、途中から当番組のスポンサーであるファクトリーギア社長の高野倉匡人が加わり、高野倉が日本や世界各地で体験したことなどを話すスタイルとなった。
- 2011年4月以降、現在の19時30分開始となる。

## パーソナリティ
- 森基誉則（2010年10月2日 - 現在）
- 高野倉匡人（2011年1月 - 現在）

## 主なコーナー
コーナー名はないが、番組終盤にスポンサーであるファクトリーギア　イーアス札幌店からの告知がある。